# Lista de singles número um na Billboard Hot 100 em 1995

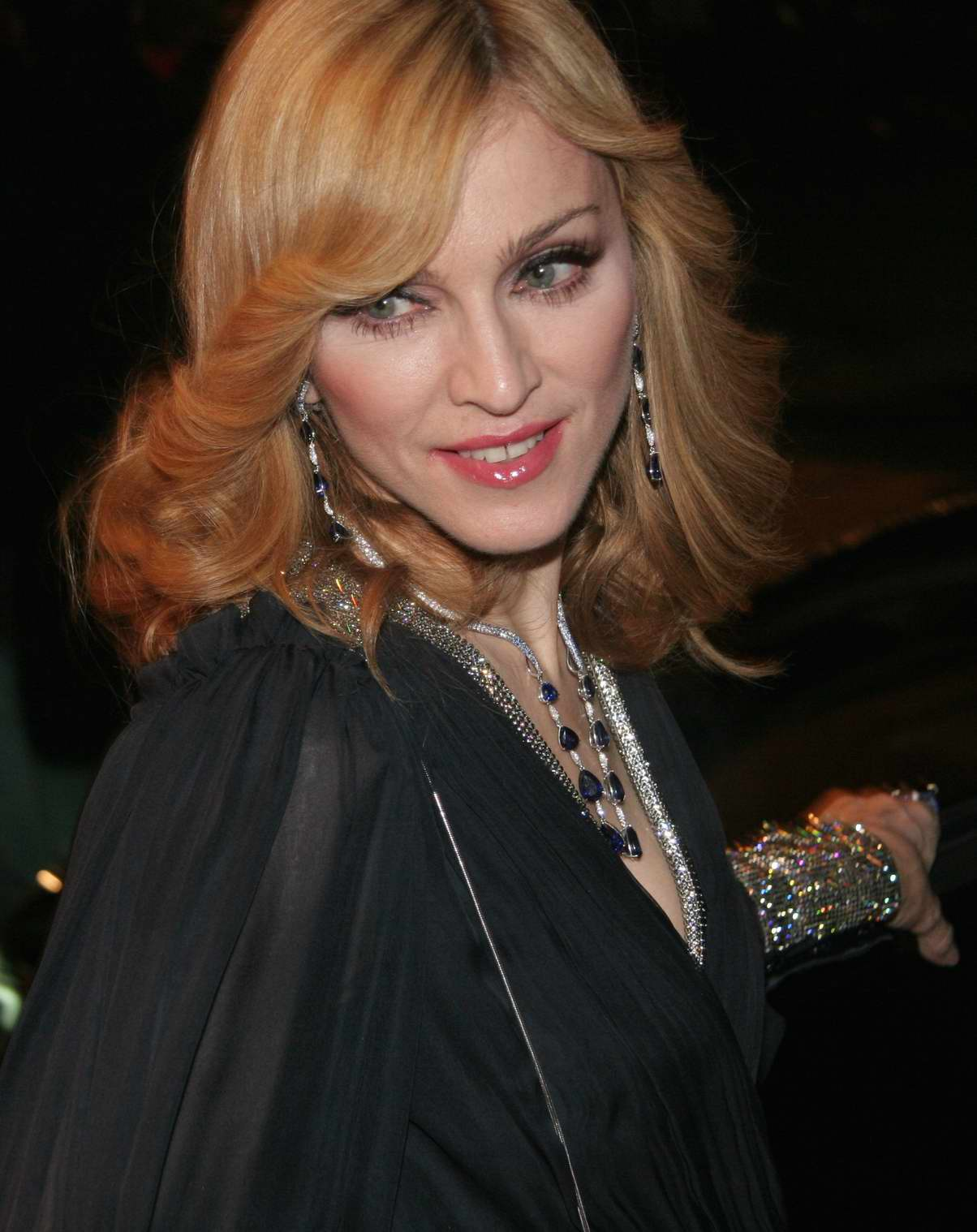
"Take a Bow" da cantora Madonna, se tornou o seu décimo primeiro e mais duradouro single número um nos Estados Unidos.

Este anexo lista os singles número um na Billboard Hot 100 em 1995. A parada musical classifica o desempenho de singles nos Estados Unidos. Publicada pela revista Billboard, os dados são recolhidos pela Nielsen SoundScan, baseado em cada venda semanal física e digital, e também popularidade da canção nas rádios.
O longest-running do ano ficou por conta da canção "Fantasy" da cantora Mariah Carey, que permaneceu no topo por oito semanas. Logo em seguida, "Take a Bow" de Madonna, "This Is How We Do It" de Montell Jordan e "Waterfalls" do grupo TLC foram por sete semanas o single número um nos Estados Unidos.
Levando em consideração o acúmulo de semanas, Mariah também fica no topo, com um total de treze semanas, logo depois o grupo TLC com onze semanas, o grupo Boyz II Men com oito semanas e Madonna e Montell Jordan por sua vez acumularam cada um sete semanas.
Neste ano, também é lançado single "One Sweet Day", resultado da parceria de Mariah Carey e Boyz II Men, que se tornaria o que mais tempo ficou na posição mais alta da parada, em um total de dezesseis semanas, cinco em 1995 e mais outras 11 em 1996.
No "Billboard Year-End Hot 100 singles of 1995" "Gangsta's Paradise" de Coolio com participação de L.V. ficou em primeiro, seguido de Waterfalls e Creep, ambas do grupo TLC.

## Histórico

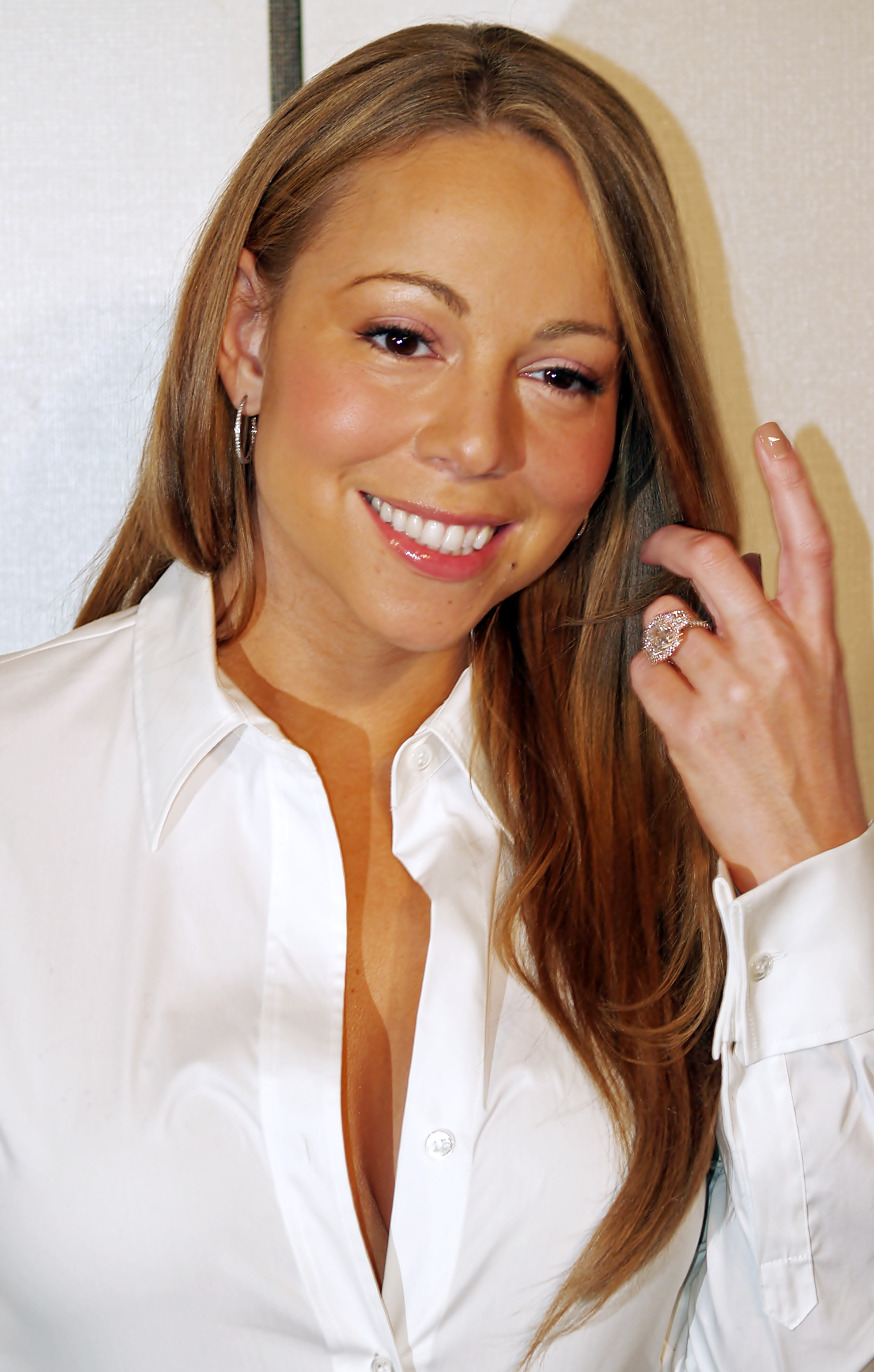
A cantora Mariah Carey emplacou dois singles número um, sendo que a parceria com o grupo Boyz II Men, "One Sweet Day", se tornou o single que por mais tempo ficou no topo da parada norte-americana.

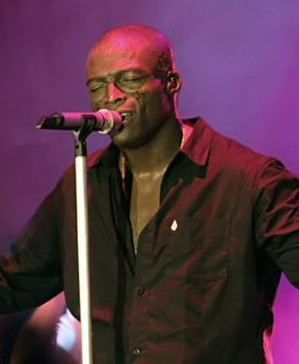
O cantor Seal conseguiu seu primeiro e único single número um nos Estados Unidos, com "Kiss from a Rose".

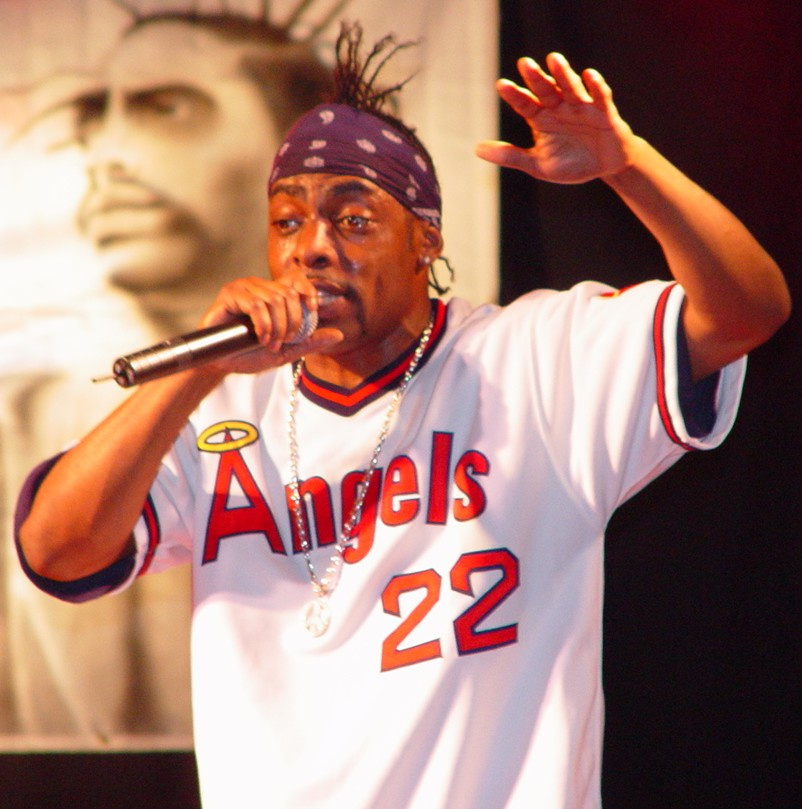
"Gangsta's Paradise" de Coolio com a participação de L.V. ficou em primeiro no "Billboard Year-End Hot 100 singles of 1995".

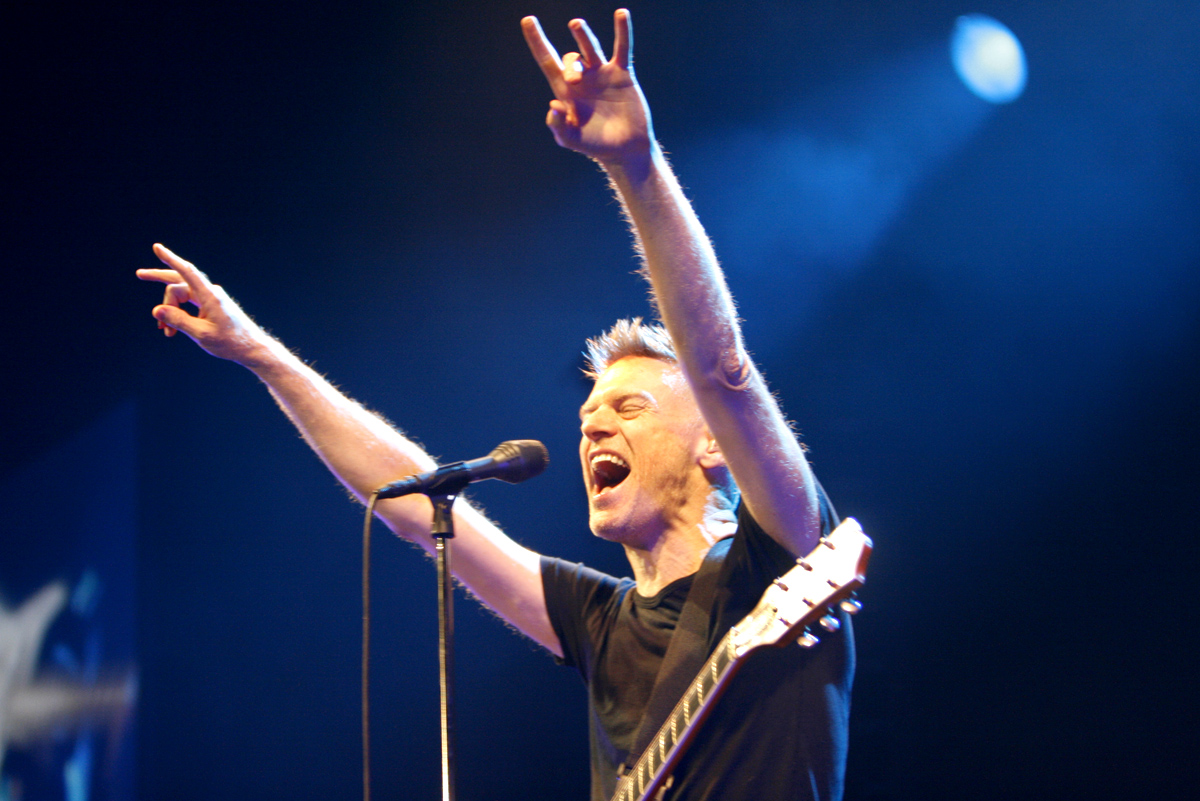
Bryan Adams conseguiu seu quarto single número um no Billboard Hot 100, "Have You Ever Really Loved a Woman?"

| Data da publicação | Canção                                | Artista(s)                   | Referência(s) |
| ------------------ | ------------------------------------- | ---------------------------- | ------------- |
| 7 de janeiro       | "On Bended Knee"                      | Boyz II Men                  | [ 3 ]         |
| 14 de janeiro      | "On Bended Knee"                      | Boyz II Men                  | [ 4 ]         |
| 21 de janeiro      | "On Bended Knee"                      | Boyz II Men                  | [ 5 ]         |
| 28 de janeiro      | "Creep"                               | TLC                          | [ 6 ]         |
| 4 de fevereiro     | "Creep"                               | TLC                          | [ 7 ]         |
| 11 de fevereiro    | "Creep"                               | TLC                          | [ 8 ]         |
| 18 de fevereiro    | "Creep"                               | TLC                          | [ 9 ]         |
| 25 de fevereiro    | "Take a Bow"                          | Madonna                      | [ 10 ]        |
| 4 de março         | "Take a Bow"                          | Madonna                      | [ 11 ]        |
| 11 de março        | "Take a Bow"                          | Madonna                      | [ 12 ]        |
| 18 de março        | "Take a Bow"                          | Madonna                      | [ 13 ]        |
| 25 de março        | "Take a Bow"                          | Madonna                      | [ 14 ]        |
| 1 de abril         | "Take a Bow"                          | Madonna                      | [ 15 ]        |
| 8 de abril         | "Take a Bow"                          | Madonna                      | [ 16 ]        |
| 15 de abril        | "This Is How We Do It"                | Montell Jordan               | [ 17 ]        |
| 22 de abril        | "This Is How We Do It"                | Montell Jordan               | [ 18 ]        |
| 29 de abril        | "This Is How We Do It"                | Montell Jordan               | [ 19 ]        |
| 6 de maio          | "This Is How We Do It"                | Montell Jordan               | [ 20 ]        |
| 13 de maio         | "This Is How We Do It"                | Montell Jordan               | [ 21 ]        |
| 20 de maio         | "This Is How We Do It"                | Montell Jordan               | [ 22 ]        |
| 27 de maio         | "This Is How We Do It"                | Montell Jordan               | [ 23 ]        |
| 3 de junho         | "Have You Ever Really Loved a Woman?" | Bryan Adams                  | [ 24 ]        |
| 10 de junho        | "Have You Ever Really Loved a Woman?" | Bryan Adams                  | [ 25 ]        |
| 17 de junho        | "Have You Ever Really Loved a Woman?" | Bryan Adams                  | [ 26 ]        |
| 24 de junho        | "Have You Ever Really Loved a Woman?" | Bryan Adams                  | [ 27 ]        |
| 1 de julho         | "Have You Ever Really Loved a Woman?" | Bryan Adams                  | [ 28 ]        |
| 8 de julho         | "Waterfalls"                          | TLC                          | [ 29 ]        |
| 15 de julho        | "Waterfalls"                          | TLC                          | [ 30 ]        |
| 22 de julho        | "Waterfalls"                          | TLC                          | [ 31 ]        |
| 29 de julho        | "Waterfalls"                          | TLC                          | [ 32 ]        |
| 5 de agosto        | "Waterfalls"                          | TLC                          | [ 33 ]        |
| 12 de agosto       | "Waterfalls"                          | TLC                          | [ 34 ]        |
| 19 de agosto       | "Waterfalls"                          | TLC                          | [ 35 ]        |
| 26 de agosto       | "Kiss from a Rose"                    | Seal                         | [ 36 ]        |
| 2 de setembro      | "You Are Not Alone"                   | Michael Jackson              | [ 37 ]        |
| 9 de setembro      | "Gangsta's Paradise"                  | Coolio featuring L.V.        | [ 38 ]        |
| 16 de setembro     | "Gangsta's Paradise"                  | Coolio featuring L.V.        | [ 39 ]        |
| 23 de setembro     | "Gangsta's Paradise"                  | Coolio featuring L.V.        | [ 40 ]        |
| 30 de setembro     | "Fantasy"                             | Mariah Carey                 | [ 41 ]        |
| 7 de outubro       | "Fantasy"                             | Mariah Carey                 | [ 42 ]        |
| 14 de outubro      | "Fantasy"                             | Mariah Carey                 | [ 43 ]        |
| 21 de outubro      | "Fantasy"                             | Mariah Carey                 | [ 44 ]        |
| 28 de outubro      | "Fantasy"                             | Mariah Carey                 | [ 45 ]        |
| 4 de novembro      | "Fantasy"                             | Mariah Carey                 | [ 46 ]        |
| 11 de novembro     | "Fantasy"                             | Mariah Carey                 | [ 47 ]        |
| 18 de novembro     | "Fantasy"                             | Mariah Carey                 | [ 48 ]        |
| 25 de novembro     | "Exhale (Shoop Shoop)"                | Whitney Houston              | [ 49 ]        |
| 2 de dezembro      | "One Sweet Day"                       | Mariah Carey and Boyz II Men | [ 50 ]        |
| 9 de dezembro      | "One Sweet Day"                       | Mariah Carey and Boyz II Men | [ 51 ]        |
| 16 de dezembro     | "One Sweet Day"                       | Mariah Carey and Boyz II Men | [ 52 ]        |
| 23 de dezembro     | "One Sweet Day"                       | Mariah Carey and Boyz II Men | [ 53 ]        |
| 30 de dezembro     | "One Sweet Day"                       | Mariah Carey and Boyz II Men | [ 54 ]        |